# Irakisk arabiska

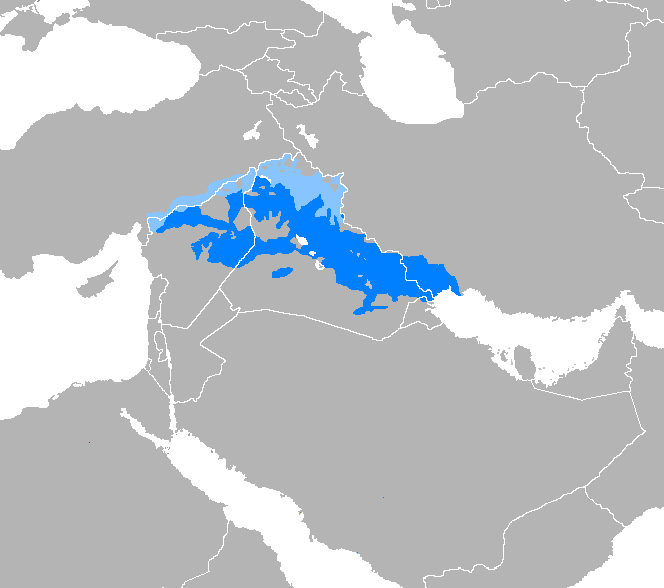

Irakisk arabiska, eller mesopotamisk arabiska, är ett språk som talas i södra och mellersta Irak, Iran och östra Syrien av ungefär 15 miljoner människor. Språket är en variant av arabiska.